# Lille Mads

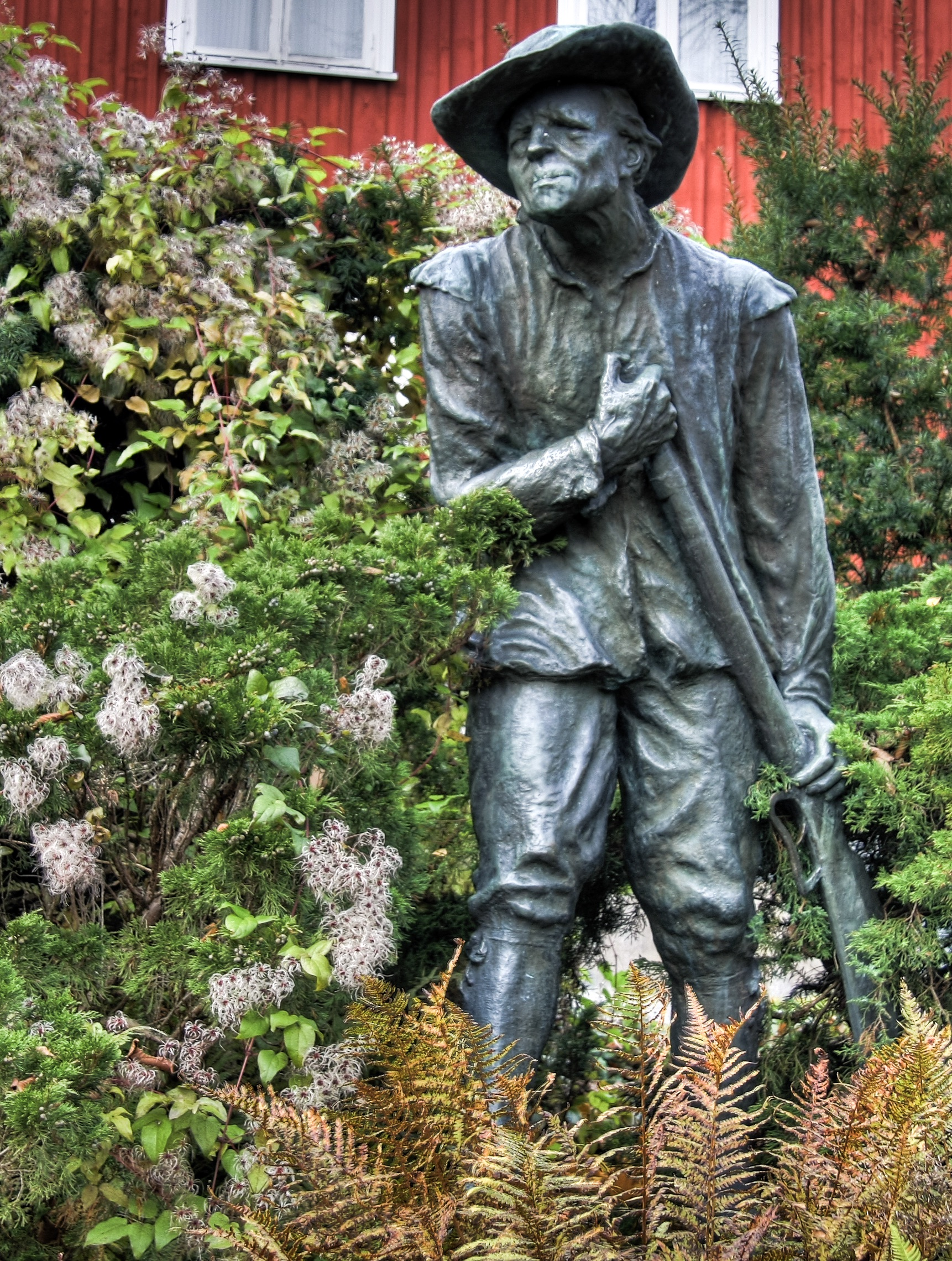
Axel Ebbes staty Snapphanen i Hässleholms hembygdspark

Lille Mads var en friskyttekapten. Troligtvis var han född i Östra Hoby i Ingelstads härad, då detta finns dokumenterat i den svenske krigskommissarien Sven Erlandssons självbiografiska berättelse om skånska kriget "Promemoria om snapphanarna". Erlandsson kände till trakterna mycket väl och kan sålunda bedömas som trovärdig: han var under skånska kriget först posterad på Glimmingehus och sedan på en plats som benämns som "Nygård" och som ej identifierats men som antingen låg vid nuvarande Gårstad eller Tunbyholm, enligt hans reserutter i brev/rapporter.
Lille Mads uppges av Erlandsson att först ha tjänat som svensk dragon, men under slaget vid Torsebro flydde han över till danska sidan och fick tjänst vid friskyttetrupperna. Hans riktiga namn var förmodligen Mads Oelsen/Oluffsen. Friskytterullorna i Köpenhamn omnämner en kapten "Mads Oelsen" samt även "Lille Madtzis parti", men inte någon annan kapten vid namn Mads.
Lille Mads omnämns vidare i källorna som utskickad av danskarna för att varna Ystads borgmästare Siwert Kofoed i juni 1677 då Ystad plundrades av danska trupper som hämnd för att köpmän där hjälpt svenskarna. Borgarna varnades enligt Kofoed och fick hjälp att ta sig ner till stranden innan plundringen påbörjades. I borgmästarens fall var det Lille Mads som bankade på dörren och varnade familjen och sade i inte särskilt milda ordalag att de fick ge sig ner till stranden i tofflorna om de ville undkomma plundringen. Kofoed skrev sedan, enligt Knud Fabricius, till danska myndigheterna och klagade och ville har ersättning.
I ett domstolsmål från 21 december 1677 som återfinns på svenska riksarkivet angående ett "mord" på svenska soldater, frågar de en misstänkt om han visste vilka förövarna var och han svarar att "...det är ett annat partie snaphanar som pläger holla sigh modt S. Olars sochen hvilket tvenne svenska ryttare anför hwars nampn är Hans Olofs och Lille Matz." Om Hans Olofsson och Lille Mats är bröder som leder ett kompani vet man inte, men det verkar som om Lille Mads vid denna tid höll till vid Sankt Olof.
Erlandsson spårade i januari (?) 1679 upp Lille Mads kompani vid Sövde mölla och efter en halvtimmes batalj retirerade friskyttarna. Fyra "snapphanar" togs enligt Erlandsson tillfånga och en var Lille Mads. Enligt Erlandsson gick det till så här:” men som hans häst war blesserad i knäet, gick han och ledde honom genom skågen, der först 2:ne af Sven Erlandssons drängar råkade på honom, på hvilka han lössade sin bössa men förbi, hwarpå den ene, Lars Roth, född uppe udj Swerie, skiöt hånom med sin pistool, att han nödgades stå på knä. Härpå kom general Mortons dräng Petter, då de woro 3. De tillbådo hånom att gie sig, men han swarade ney, hwarpå, oafset han med sin plasser (huggare) förswarade sig, så godt han kunde, blef nerhuggen.”
Det verkar som om snapphanarna/friskyttarna fått förstärkningar och att svenskarna fått fly platsen för Lille Mads lik blev omhändertaget av hans egna och han begrovs vid Blentarps kyrka. När svenskarna senare gjorde ett tillslag mot kapten Severins trupp, grävde de upp Lille Mads kista och förde den enligt Erlandsson till Åhus eller enligt examinationsprotokollet från rättegången till Vanneberga och lade Lille Mads lik på stegel i kistan.
Legender
Lille Mads omnämns i otaliga legender och enligt en av dem är att han var ansvarig för anfallet på Hovdala i augusti 1678, enligt familjen Michelsen/Ehrenborgs legender i samarbete med kapten Severin. Detta anfall skall ha varit en bestraffning för att den danskfödde ägaren Jens Michelsen logerade svenska trupper hos sig och visat tvivelaktig lojalitet. Det finns inga dokument som bekräftar att attacken utfördes eller om det var på order från danska huvudkvarteret eller ej. På Hovdala finns ett gevär som enligt legenden varit Lille Mads. Huruvida det finns någon sanningsbakgrund är inte klart.
Vissa legender hävdar att Lille Mads kom från Röddinge socken i Färs härad, men källa till denna uppgift saknas.
Modern tid
Lille Mads har även i modern tid tagit sin plats bland berömda skåningar då han fått ett pågatåg döpt efter sig.
Vetenskaplig diskussion av källor
En tryckt upplaga av Sven Erlandssons "Promemoria" finns i tidskriften Byahornet 4 1957, med kommentarer av Anders Ekwall. Handskriften i Köpenhamns kungliga bibliotek är en avskrift av delvis oklar proveniens (den lämnades in av den svenske assessorn Wessman), men dock stämmer uppgifterna faktamässigt, men inte alltid tidsmässigt, med uppgifter från andra källor. Bland annat Knud Fabricius och Per Sörensson diskuterar Promemorians proveniens i sina verk.